# Romoaldo Guidi
Romoaldo Guidi (Cesena, 5 febbraio 1722 – Roma, 23 aprile 1780) è stato un cardinale italiano.

## Biografia
Nacque a Cesena il 5 febbraio 1722.
Papa Pio VI lo elevò al rango di cardinale nel concistoro del 1º giugno 1778.
Morì il 23 aprile 1780.